# 1980 год в Канаде
1980 год в истории Канады.

## Персоналии

### Верховная власть
- Глава государства (монарх) — королева Елизавета II (консорт — принц Филипп, герцог Эдинбургский)

### Федеральное правительство
- Генерал-губернатор — Эдвард Шреер
- Премьер-министр — Джо Кларк, с 3-го марта — Пьер Эллиот Трюдо

### Премьер-министры
- Премьер-министр Альберты — Питер Локхид
- Премьер-министр Британской Колумбии — Билл Беннетт
- Премьер-министр Манитобы — Стерлинг Лайон
- Премьер-министр Нью-Брансуика — Ричард Хатфилд
- Премьер-министр Ньюфаундленда и Лабрадора — Брайан Пекфорд
- Премьер-министр Новой Шотландии — Джон Бучанан
- Премьер-министр Онтарио — Билл Дэвис
- Премьер-министр Острова Принца Эдварда — Ангус Маклин
- Премьер-министр Квебека — Рене Левек
- Премьер-министр Саскачевана — Аллан Блейкни

## События с датами

### Январь
- 21 января — три работника Советского посольства высланы из страны по обвинению в шпионаже
- 28 января — Канадский посол в Иране, Кеннет Тейлор, организует бегство граждан США из Ирана

### Февраль
- 18 февраля —  Федеральные выборы: либеральная партия во главе с Пьером Трюдо набирает большинство голосов, нанеся поражению прогрессивно-консервативной партии Джо Кларка
- 29 февраля — :Жанна Сове становится председателем Палаты Общин, первая женщина в истории Канады, ставшая спикером парламента

### Март
- 3 марта — Пьер Трюдо становится премьер-министром Канады, заменив Джо Кларка

### Апрель
- 12 апреля — Терри Фокс начинает сверхмарафонский Пробег Надежды через Канаду с востока на запад, чтобы собрать пожертвования на онкологические исследования.

### Май
- 20 мая — Квебек голосует против отделения от Канады на референдуме 1980 года

### Июль
- 1 июля — «O Canada» становится официальным государственным гимном
- 30 июля — Королева Елизавета II утверждает новый Герб Альберты.

### Август
- 14 августа — актриса Дороти Страттен изнасилована и убита в Лос-Анджелесе своим бывшим мужем Полом Снайдером, одним из боссов журнала Плейбой, позже покончившего с собой
- 27 августа — закрыты газеты Winnipeg Tribune и Ottawa Journal, принадлежавшие Southam Newspapers и Thomson

### Сентябрь
- 1 сентября — из-за рецидива  рака Терри Фокс сокращает свой пробег
- 1 сентября — провинции Саскачеван и Альберта празднуют своё 75-летие

### Октябрь
- 6 октября — Пьер Трюдо представил проект изменения канадской конституции
- 28 октября — принята Национальная энергетическая программа

### Ноябрь
- 17 ноября — первая жертва канадского серийного убийцы Клиффорда Олсона

## Экономика
В 1980 году ВНП составил 265 миллиарда долларов (то есть в реальном выражении сократился на 1 % против роста в 2,9 % в 1979 году). Экономический спад сопровождался сокращением потребительского спроса (2,0 %) и резким сокращением использования производственных мощностей в обрабатывающей промышленности (до 80 %). Так как в Канаде продолжалось осуществление программы строительства крупных энергетических проектов, переоснащения чёрной и цветной металлургии, предприятий транспортного машиностроения, целлюлозно-бумажной и нефтеперерабатывающей промышленности в 1980 году сохранился небольшой (4,2 %) прирост частных капиталовложений (в 1979 году — 10,4 %). Вместе с тем капиталовложения в жилищное строительство по-прежнему сокращались (на 12 % против 7,5 % в 1979 году). В истёкшем году в Канаде продолжалось развитие инфляции, уровень которой превысил 10 %, а также рост безработицы, достигшей к концу года 9 % от общего числа занятых.
Экономическая политика правительства Канады была связана со внедрением в экономику страны «монетаристских» подходов борьбы с государственным долгом, сокращение которого провозглашалось П. Трюдо в качестве основы всей политики правительства. Этот новый подход означал жесткое ограничение ассигнований на социальное обеспечение, образование, здравоохранение, а также отказ от принятия каких-либо фискальных или других мер антикризисного характера. Важной составной частью всей экономической программы правительства стала «энергетическая программа» (предусматривает взимание с ноября 1980 года налога с компаний в размере 8 % на все количество производимой нефти и природного газа; повышение внутренних цен на энергоресурсы; установление пошлины на экспорт природного газа; повышение доли федерального правительства в отчислениях от продажи нефти в стране с 10 до 24 % при её снижении у администрации провинций с 45 до 43 %, а у нефтяных компаний — с 45 до 33 %).

### Промышленность
Объём промышленного производства в 1980 году сократился на 2 %, против роста на 5 % в 1979 г.. Кризис, затронувший практически все сферы хозяйственной жизни, особенно сильно ощущался в обрабатывающей промышленности. Падение объёма производства в автомобильной промышленности составило 18 %, в деревообрабатывающей и текстильной — 5 %, металлургической — 2 % . Объём строительства сократился на 8 %. Объём производства в добывающей промышленности вырос на 2 %. В 1980 году было открыто крупное месторождение газа на острове Кинг-Кристиан в Канадском Арктическом архипелаге. В 1980 году началось строительство 4-го завода по производству синтетического топлива из битуминозных песков в провинции Альберта (стоимость — 10 миллиардов долларов; мощность 700 тысяч тонн бензина в год).

### Сельское хозяйство
Общий индекс сельскохозяйственного производства вырос на 2 %. Несмотря на увеличение объёма производства, чистый доход фермеров сократился (на 3 %) из-за опережающего роста издержек производства по сравнению с закупочными ценами на сельхозпродукты. Пшеницы собрано больше на 11 %, ячменя на 13 %, кукурузы на 10 %. Выросли посевные площади под масличными культурами (рапсом, льном), а также соей. Сбор последней составил 700 тысяч тонн.

### Транспорт
Протяжённость автодорог в 1980 году составила 884 тысяч километров, в том числе 719 тысяч километров с твердым покрытием; железных дорог — 59 тысяч километров. На 1 января 1980 года в Канаде насчитывалось 12,4 миллиона автомобилей, в том числе 10,8 миллиона легковых. Тоннаж морского флота — 4,2 миллионов тонн дедвейт.

## Спорт
- 13 — 24 февраля в Лейк-Плэсиде, США прошли Зимние Олимпийские игры. В неофициальном командном зачёте Канада заняла 14-е место, завоевав серебро (Гаэтан Буше, конькобежный спорт) и бронзу (Стив Подборски, горнолыжный спорт)[1]
- 22 апреля — Канада объявила о бойкоте летних олимпийских игр 1980 года в Москве в связи с вводом советских войск в Афганистан
- 28 сентября — В Монреале прошёл  Гран-при Канады. Победителем стал австралийский гонщик Алан Джонс, призёрами — аргентинец Карлос Ройтеман и француз Дидье Пирони.

## Культура

### Май
- На 33-м Международном кинофестивале в Канне премию жюри завоевал фильм «Артист» канадского режиссёра Н. Бетли.
- На 3-м Международном конкурсе артистов балета в Осаке третьей премии удостоены Эвелин Харт и Дэвид Пиарграйн.

### Июнь
В Монреале состоялся 14-й Международный конкурс пианистов. Участвовало 44 пианиста из 13 стран. 1-ю премию завоевал И.Погорелич (СФРЮ), 2-ю — К. О’Рилей (США) и В. Овчинников (СССР), 3-ю — не присуждали, 4-ю — Э. Ташмизян (Болгария), 5-ю — А. Диев (СССР), 6-ю — Б.Петров (СССР), 7-ю — И. Чоо Муун (Канада), 8-ю — Р. Ламброзо (Франция), 9-ю — Р. Кикути (Япония).

### Июнь — сентябрь
В Кань-Сюр-Мер (Франция) состоялся 12-й Международный фестиваль живописи. Было представлено 105 картин из 38 стран, 2-я и 3-я «Золотые палитры» присуждены канадским художникам П. Бланшет и Б. Дюнне.

### Июль
В Варне (Болгария) прошёл 10-й международный конкурс молодых артистов балета. В старшей группе 1-я премия присуждена Эвелин Харт.

### Сентябрь
- В Будапеште (Венгрия) состоялся Международный музыкальный конкурс. В конкурсе флейтистов 2-я премию получил Р. Ланжевен.
- В Мюнхене (ФРГ) прошёл Международный музыкальный конкурс. Э. Виенс получила 2-ю премию в вокальном конкурсе (женские голоса), 2-ю премию также получил Р. Стюарт в конкурсе исполнителей на трубе[2].

## Родились
- 10 февраля — Майк Рибейро, хоккеист
- 14 февраля — Мишель Ремпель, политик
- 16 февраля — Блейр Беттс, хоккеист
- 29 февраля — Симон Ганье, хоккеист
- 21 марта — Дерик Уибли, музыкант и продюсер
- 31 марта — Майкл Райдер, хоккеист
- 19 апреля — Робин Регир, хоккеист
- 21 апреля — Венсан Лекавалье, хоккеист
- 4 мая — Эндрю Рэйкрофт, хоккеист, вратарь
- 15 июля — Джонатан Чичу, хоккеист
- 29 августа — Пердита Фелисьен, легкоатлетка
- 13 октября — Марк-Андре Бержерон, хоккеист
- 9 ноября — Доминик Мальте, сноубордистка
- 16 ноября — Кэрол Хвин, олимпийская чемпионка 2008 года по борьбе
- 18 ноября — Эмануэль Сандю, фигурист
- 2 декабря — Адам Крик, гребец, олимпийский чемпион

## Умерли
- 5 марта — Джей Силверхилс (р.1912), актёр
- 14 июля — Дороти Стратен (р.1960), канадская и американская фотомодель и киноактриса
- 22 ноября — Жюль Леже (р.1913), генерал-губернатор Канады с 1974 по 1979
- 7 декабря — Уильям Льюс Мортон (р.1908), историк
- 12 декабря — Жан Лесаж (р.1912), квебекский юрист и политик, премьер-министр Квебека с 22 июня 1960 по 16 августа 1966 года
- 22 декабря — Этель Уилсон (р.1888), писательница
- 31 декабря — Маршалл Маклюэн (р.1911), канадский философ, филолог, литературный критик